# Claudia Lee Hae-in
Claudia Lee Hae-in, född 7 juni 1945 i Yanggu-gun i Sydkorea, är en sydkoreansk nunna, poet och essäist. Hon har sålt nästan två miljoner exemplar av sina poesiböcker. Hon har kallats "Sydkoreas nästa kandidat för Nobelpriset i litteratur".

## Biografi
Lee Hae-in föddes den 7 juni 1945 i Sydkorea som dotter till katolikerna Lee Dae-young och Kim Sun-ok. Tre dagar efter sin födelse blev hon döpt med namnet Velladetta. När Koreakriget bröt ut 1950 blev hennes far fängslad och förd till Nordkorea, medan resten av familjen tvingades fly till Busan i Sydkorea.
Claudia Lee Hae-in blev nunna i Benediktinorden 1964, avlade sitt första ordenslöfte 1968 och "eviga löften" 1976.
Lee Hae-in diagnostiserades med ändtarmscancer 2008, men efter flera behandlingar har hon tillfrisknat. 2015 spreds falska rykten om att hon var död, vilket hon ignorerade med att säga: "Jag kan godta de falska nyheterna, men inte de falska dikterna".

## Poesi
Lee Hae-in debuterade som poet 1970, när hennes dikt "Flower Shovel" publicerades i den katolska tidningen Soyeon. Dikten var baserad på händelser i hennes vardag. Hennes första diktsamling kom 1976 med titeln The Land of Dandelions. Senare har hon släppt många diktsamlingar och essäer, däribland Light a Fire in My Soul (1979), The Face of Time (1989), A Little Prayer (2011), Happiness of Waiting (2018) och As If Leaves Are Seen After Flowers Fall (2011). Hennes dikt "The Love Song of a Dandelion" används än idag i sydkoreanska skolböcker.

## Priser och utmärkelser
Lee Hae-in har totalt fått sex priser för sin litteratur:
- 1981 års New Sprouts Literary Award
- 1985 års Donga Women's Prize
- 1985 års Busan Women's Literature Award
- 2004 års Woollim Art Award
- 2006 års Cheong Sang-beong Literary Award
- 2016 års Gumin Award

### Diktsamlingar
- The Land of Dandelions 《민들레의 영토》 (1976)
- Light A Fire in my Soul 《내 혼에 불을 놓아》 (1979)
- If I Rise as a Half-Moon Today 《오늘은 내가 반달로 떠도》 (1979)
- The Face of Time 《시간의 얼굴》 (1989)
- Mommy and the Sunflower 《엄마와 분꽃》 (1992)
- To Be an Empty House in a Secluded Village 《외딴 마을의 빈집이 되고 싶다》 (1999)
- I Can't Wear Other Clothes 《다른 옷은 입을 수가 없네》 (1999)
- Small Comfort 《작은 위로》 (2002)
- Small Joy 《작은 기쁨》 (2007)

Mom 《엄마》 (2008, Samtoh Publishing)
Hope Is Awake 《희망은 깨어있네》 (2010, Mind Walk Books)
- A Little Prayer 《작은기도》 (2011)
- Hae-in Lee Poems 《이해인 시전집》 (2013)
- Like a Camelia When It Blooms and Withers 《필 때도 질 때도 동백꽃처럼》 (2014)
- Whenever We Love Each Other, It's Always Spring 《서로 사랑하면 언제라도 봄》 (2015)
- To a Friend 《친구에게》 (2019)
- Like a Single Petal 《꽃잎 한 장처럼》 (2022)

### Essäer
- Durebak 《두레박》 (1986)
- Flower Shovel 《꽃삽》 (1994)
- When You Love, You Become a Star 《사랑할 땐 별이 되고》 (1997)
- Like a Flower That Speaks With Its Scents 《향기로 말을 거는 꽃처럼》 (2002)
- The Window Where Happiness Rests 《기쁨이 열리는 창》 (2004, Mind Walk Books)

Flower Pots 《풀꽃 단상》 (2006)
- Love Is A Lonely Struggle 《사랑은 외로운 투쟁》 (2006)
- If Leaves Are Seen After Flowers Fall 《꽃이 지고 나면 잎이 보이듯이》 (2011)
- A Kind Heart Becomes a Flower, A Kind Word Becomes a Light 《고운 마음 꽃이 되고 고운 말은 빛이 되고》 (2018)
- Happiness of Waiting 《기다리는 행복》 (2018)
- Don't Miss That Love 《그 사랑 놓치지 마라》 (2019)
- Lee Hae-in's Words 《이해인의 말》 (2020)

### Självbiografier
- Insights for a Good Life and Relationships; The Word of Understanding 《좋은 삶과 관계를 위한 통찰력; 이해의 말씀》